# 淋病
淋病（りんびょう、英語: gonorrhea）は、淋菌への感染により起こる感染症である。性感染症（性病、STD）のひとつ。淋菌性尿道炎では尿道の強い炎症と痛みを生じ、膿みが生じる。女性や咽喉への感染では無症状のことも多い。1回の性行為による感染率は約30%と高い。淋菌の診断が下った場合の性器クラミジア感染症と同時感染は20-30%であるため、その場合クラミジアの検査も必須とされる。1984年をピークに減少したが、1990年代半ばから増加しつつある。
治療には抗菌薬が使われる。咽頭への感染が増えているため、咽喉にも有効な治療では推奨されるのはセフトリアキソンを1グラムの注射剤のみである。ペニシリン系、テトラサイクリン系、ニューキロノン系、第三世代のセファロスポリン系では薬への耐性化が進んでいる。性行為の相手を特定に限ったり、コンドームを使用することで大きく予防できる。
感染症法における取り扱いでは、淋菌感染症は5類感染症定点把握疾患に定められており、全国約900カ所の性感染症定点より毎月報告がなされている。

## 命名
古代の人は、その症状によって尿道から流れ出る膿を見て、陰茎の勃起なくして精液が漏れ出す病気（精液漏）として淋病をとらえ、gono（精液）、rhei（流れる）の意味の合成語 gonorrhoeae と命名した。
淋は「淋しい」という意味ではなく、雨の林の中で木々の葉からポタポタと雨がしたたり落ちるイメージを表現したものである。淋菌性尿道炎は尿道の強い炎症のために、尿道内腔が狭くなり痛みと同時に尿の勢いが低下する。その時の排尿がポタポタとしか出ないので、この表現が病名として使用されたものと思われる。
そもそも「淋」という字は『字通』やを見てもわかる通り「たくさんのものが並ぶ様」を表わしている。間欠的な意味をもともと持っていたわけではない。
「痳」と書くこともある。

## 感染経路

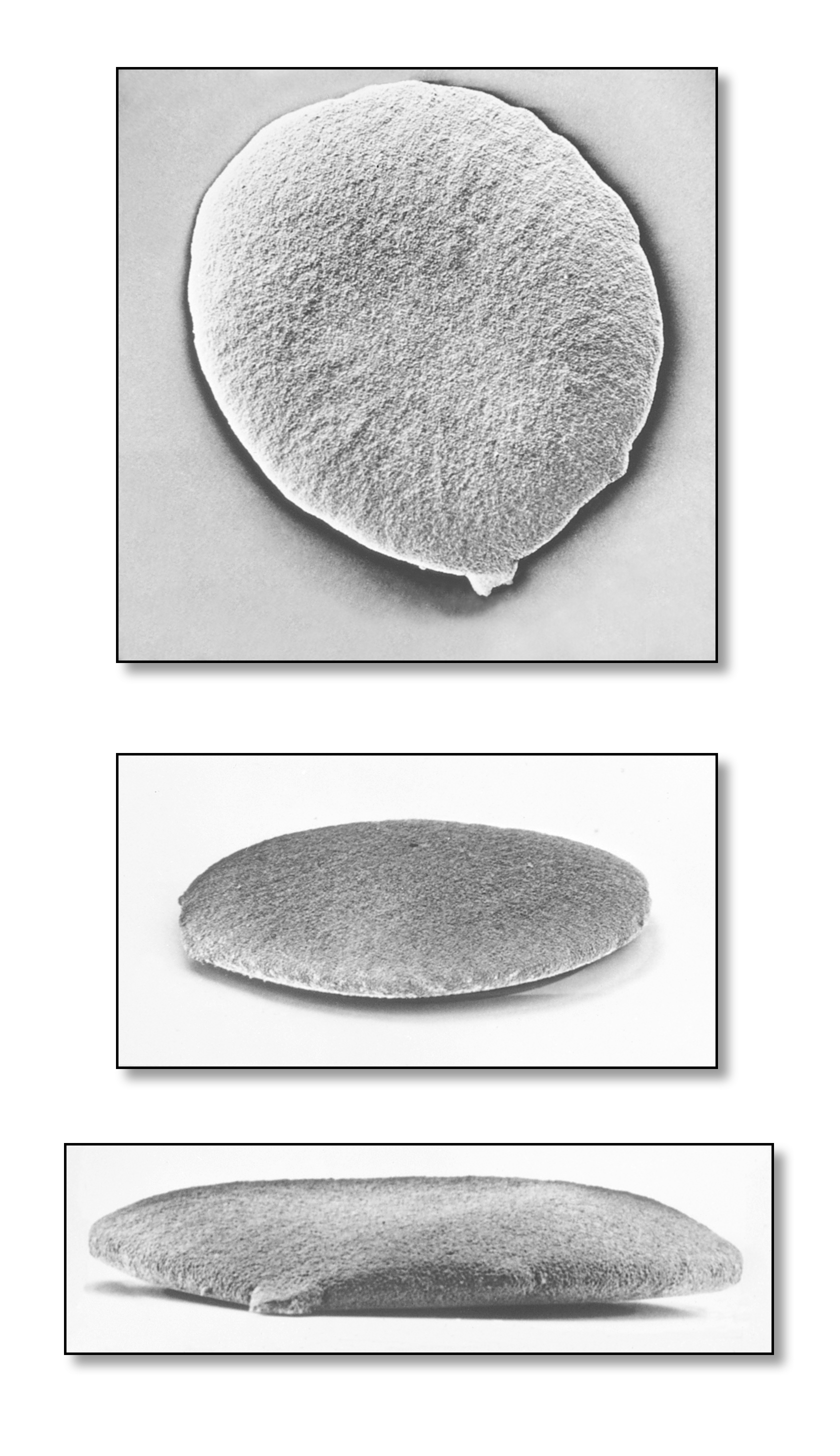
淋菌の外観

性行為やオーラルセックスにより感染する。淋菌は弱い菌で、患者の粘膜から離れると数時間で感染性を失い、日光や乾燥、温度変化、消毒剤で死滅する。そのため、性交や性交類似行為以外によって感染するのはまれである。ただし、分娩時に産道感染で母子感染を起こすことがある。さらに、手指やタオルからの感染が疑われる報告もされている。
1回の性行為による感染率は約30%と高い。性器クラミジア感染症とならび、よくある感染症である。

## 症状
感染後数時間から数日で発症する。

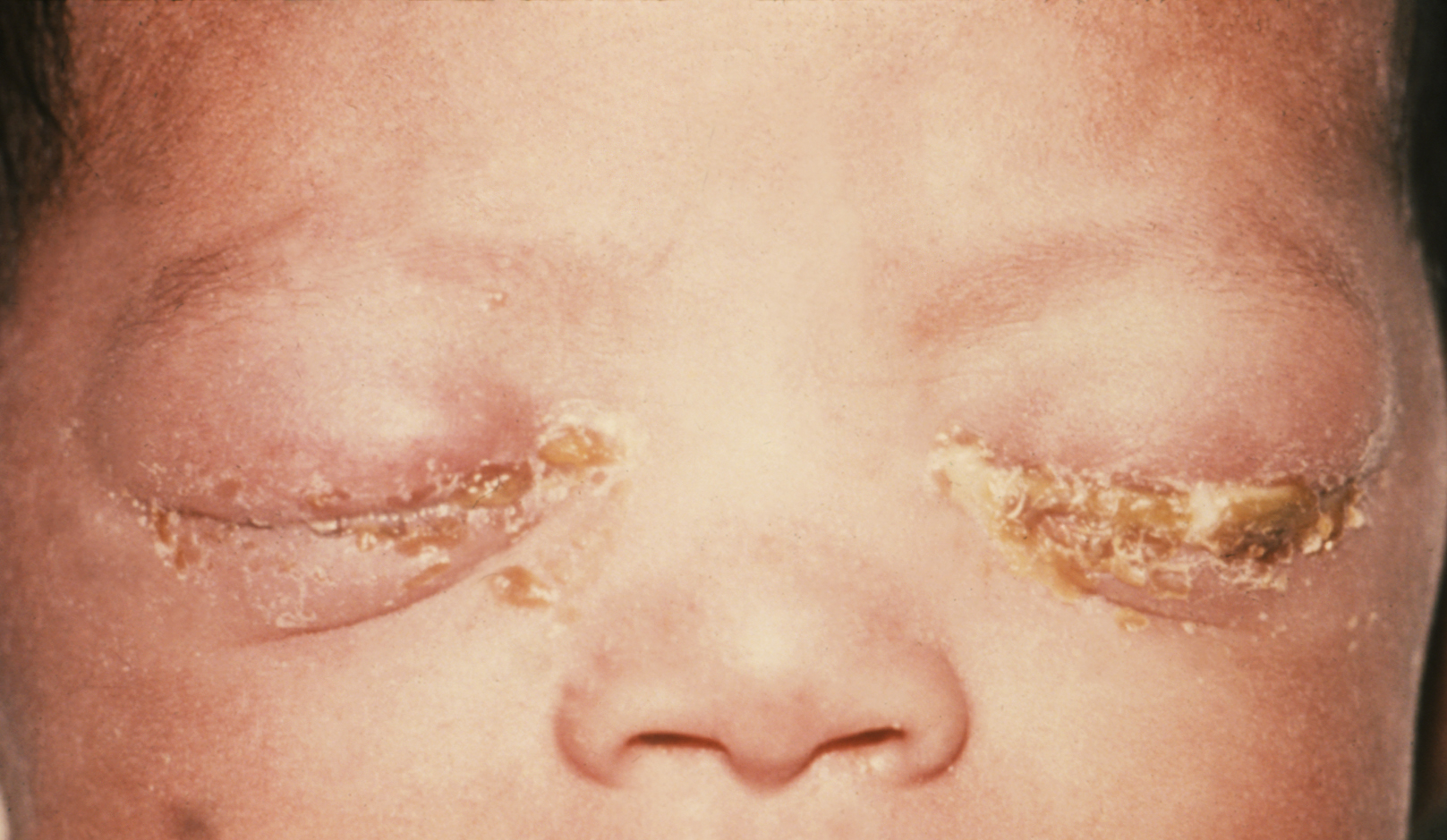
新生児の淋菌性眼炎

咽頭の場合は咽頭炎、性器の場合は、淋菌性尿道炎（男性のみ）、子宮頚管炎（女性のみ）を起こす。感染部位は、咽頭・性器などの粘膜のほか、尿道、子宮頸部、直腸などの内膜や、眼の結膜を侵す。 咽頭の感染では、あまり症状は見られない。
- 男性の場合は多くは排尿時や勃起時などに激しい痛みを伴う。しかし、場合によっては無症状に経過することも報告されている[5]。
- 女性の場合は数週間から数カ月も自覚症状がないことが多い。症状があっても特徴的な症状ではなく、単なる膀胱炎や膣炎と診断されることがある。[10] 放置すると菌が骨盤内の膜、卵巣、卵管に進み、内臓の炎症、不妊症、子宮外妊娠に発展する場合もある[9]。 咽頭や直腸の感染では症状が自覚されないことが多く、これらの部位も感染源となる[5]。
- 新生児は出産時に母体から感染する。両眼が侵されることが多く、早く治療しないと失明するおそれがある。病原体は血流に乗って身体の各所に広がることもあり、関節、肝臓を覆う膜、心臓の内部が感染する(心内膜炎)場合も有る。[9]
- 淋菌感染症は何度も再感染することがある[5]。

## 診断
感染している女性のうち淋菌を確認できるのは60%程度。男性の感染者の場合は、陰茎からの分泌物サンプルを調べれば90%以上で診断がつく。 のどや直腸の感染症が疑われる場合も、これらの部位のサンプルを採取し、培養検査を行う。男性の場合は泌尿器科・性病科、女性の場合は産婦人科・性病科を受診。咽頭感染の場合は耳鼻咽喉科。
初診時にグラム染色で淋菌の診断が得られれば、クラミジアの検査も行う。淋菌感染者の20-30%がクラミジアの感染を合併しており、クラミジアの検査も必須とされる。グラム染色で淋菌が検出できなければ、核酸増殖法（SDA法）を行う。
淋菌は死滅し易いことなどから検体の取り扱いに注意が必要である。採取と培養に於いては、乾燥や温度変化を避けて保存や輸送を行う。検体採取後直ちに培養ができない場合には、必須である。尿はそのまま室温にて迅速に検査室へ輸送する。淋菌検体は採取した日に分離培養することが原則で、長時間放置してはならない。生殖器以外からの分離菌に対しては、菌種の同定を行うことが必要である。淋菌感染症では血清診断法は有用でない。
咽喉では2週間以上開けてから治療判定の検査を行う。
検査には病院のほか、検査キットが販売されている。また、保健所が無料で行っている場合がある。こうした無料の検査は月に1 - 2度である。

## 治療
治療には抗生物質が使われるが、耐性化が激しく、ペニシリン系には90%以上、テトラサイクリン系やニューキノロン系には70〜80%が耐性を持っており、第三世代であるセファロスポリン系も30〜50%が耐性を持つ。また、セフィキシムでも効果が見られない例が報告されるようになったため、淋菌性の尿道炎や子宮頸管炎に対する保険適用の治療では、セフトリアキソンやスペクチノマイシンの注射剤のみが推奨される。この2種の有効性は2016年時点で100%に近く、治療後の検査は必須ではない。一方、咽頭への感染が増えているため、咽喉の淋菌に対して推奨されるセフトリアキソンによる治療が優先されるが、この場合の治療法は、セフトリアキソン1グラムの注射である。しかしながら、日本ではセフトリアキソンに対する耐性菌が世界のどこよりも早く報告されている。
経口薬のアジスロマイシンは、2グラムによる治療では90%以上の有効性が見られるが、1グラムの場合は40%が治療に失敗している。ただし、地域によってはアジスロマイシンに対して耐性を持つ菌が増えているため、治療法として第一選択肢ではない。福岡ではアジスロマイシンに耐性を持つ淋菌の割合が、2010年には1.8%だったのが、2013年には22.6%に急増していることが報告されている。
抗生物質の服用の増加より高い耐性を持つ耐性菌が蔓延しているが、治療で一般的に使用される抗菌薬や使用方法は国や地域によって異なるため、耐性菌の検出率も異なる結果となる。

## 予防
禁欲は大きな予防法である。次善策には、不特定多数（確率的にその中に感染者が含まれているため）との性行為の自粛や、コンドームの着用で大きく予防することができる。100%ではなく、また、口から口へという経路などは防ぐことができない。

## 患者数
| no data <13 13-26 26-39 39-52 52-65 65-78 | 78-91 91-104 104-117 117-130 130-143 >143 |

淋病患者数を年齢調整した障害調整生命年。1日あたり、10万人あたりを表すデータ。
no data
<13
13-26
26-39
39-52
52-65
65-78
78-91
91-104
104-117
117-130
130-143
>143

2000年の「横浜市感染症発生動向調査における淋菌感染症の男性患者の年齢分布」によれば、28%が25-29歳と多く、次いで、23%が30-34歳、21%が20-24歳の順。女性の数が男性より極端に少数であることについては、女性は自覚症状に乏しく受診の機会が少ないことも要因の一つと考えられる。